# Historisches Wörterbuch der Rhetorik
Das Historische Wörterbuch der Rhetorik (abgekürzt mit der Sigle HWRh) ist eine Fachenzyklopädie zur wissenschaftlichen Rhetorik. In diesem mehrbändigen Werk werden sowohl die klassischen als auch die modernen Begriffe dieser Disziplin in einem Wörterbuch für Fachwissenschaftler und Studenten erschlossen.

## Umfang
Das Historische Wörterbuch der Rhetorik umfasst zwölf Bände; 2014 erschien der Register-Band und 2015 der abschließende Bibliographieband. Insgesamt enthält das Werk über 1300 Lexikonartikel, die von mehr als 800 Fachwissenschaftlern verfasst wurden. Finanziert wurde das Werk bis Ende 2011 als Projekt der Deutschen Forschungsgemeinschaft.

## Redaktion
Herausgeber des HWRh ist Gert Ueding, Geschäftsführer des Projekts war bis Ende 2011 Gregor Kalivoda. Der Redaktion gehörten Franz-Hubert Robling, Thomas Zinsmaier und Sandra Fröhlich an. Unterstützt wurden Herausgeber und Redaktion von einem international besetzten Fachberatergremium. Zudem arbeiteten drei Studenten der Allgemeinen Rhetorik als Redaktionsassistenten in der Redaktion.

## Lemmaselektion
Die Auswahl der Lemmata erfolgte in drei Kategorien:
1. Die klassische rhetorische Nomenklatur (z. B. Argumentatio, Dreistillehre, Gerichtsrede, Metapher, Redner)
2. Termini, die aus einer Verbindung zwischen Rhetorik und anderen Wissenschaften hervorgegangen sind (z. B. Aufsatzlehre, Biographie, Hermeneutik, Illustration, Oratorium, Predigt, Recherche oder Zielgruppe)
3. Rhetorische Begriffsbildungen, die aus der modernen Forschung resultieren (z. B. Feministische Rhetorik, Fernseh- und Radiorhetorik, New Rhetoric, Repräsentation).

## Artikeltypen
Es gibt drei verschiedenen Artikeltypen im HWRh:
1. Umfangreiche Forschungsartikel, die der problemorientierten und geschichtlichen Darstellung wichtiger Stichwörter dienen (z. B. Angemessenheit, Barock und Dialog)
2. Sachartikel, in denen definitorische und historische Grundlinien von Begriffen aufgezeigt werden (z. B. Casus, Diatribe, Ellipse oder Epochenstil)
3. Kurze Definitionsartikel, die eine knappe und mit Beispielen versehene Begriffsbestimmung darstellen (z. B. Hyperbel, Insultatio oder Partitio)

## Symposion zum Projektabschluss
Vom 17. bis zum 19. Mai 2012 fand zum Abschluss des Wörterbuchprojektes ein von der Deutschen Forschungsgemeinschaft finanziertes Symposion in Blaubeuren/Donau statt mit dem Thema: „Die Zukunft der Rhetorik als Kulturidee, Wissenschaft und Technik“. Ort der Vorträge und Diskussionen war das Heinrich-Fabri-Institut (Tagungshaus der Universität Tübingen). Herausgeber Gert Ueding und Geschäftsführer Gregor Kalivoda versammelten Fachberater und eine internationale Gruppe von Autoren des Wörterbuches zu einem Resümee des Projektes und zu einem Diskurs über den aktuellen Stand der Rhetorikforschung.
Der abendliche Empfang und der festliche Teil des Symposions fanden im Kirchensaal des Klosters Blaubeuren statt. Den Festvortrag hielt Jürgen Trabant (FU Berlin). Als Vertreter der Autoren sprach Josef Klein (FU Berlin) und als Vertreter der Fachberater Michael Erler (Universität Würzburg). Ein Vortrag des Herausgebers Gert Ueding und ein Grußwort des Verlagsvertreters Daniel Gietz schlossen sich an diese Reden an. Musikalische Beiträge und ein Festbankett rundeten das Symposion ab.
Die Vorträge des Symposions wurden in einem Sammelband publiziert:
- Gert Ueding, Gregor Kalivoda (Hrsg.): Wege moderner Rhetorikforschung. De Gruyter, Berlin 2014, ISBN 978-3-11-030928-7.

## Ausgaben
- Gregor Kalivoda, Franz-Hubert Robling (Redaktion): Historisches Wörterbuch der Rhetorik (Herausgegeben von Gert Ueding, mitbegründet von Walter Jens, in Verbindung mit Wilfried Barner, unter Mitwirkung von mehr als 300 Fachgelehrten). Band 1: A – Bib. Niemeyer, Tübingen 1992, ISBN 3-484-68101-2; Gesamtausgabe Band 1–9: ISBN 978-3-484-68100-2.
- Gregor Kalivoda (Redaktion): Historisches Wörterbuch der Rhetorik. Band 10: Nachträge A – Z. De Gruyter, Berlin 2012, ISBN 978-3-11-023424-4.
- Gert Ueding, Gregor Kalivoda: Historisches Wörterbuch der Rhetorik. Band 11: Register. De Gruyter, Berlin 2014, ISBN 978-3-11-026872-0.
- Gert Ueding, Gregor Kalivoda: Historisches Wörterbuch der Rhetorik. Band 12: Bibliographie. De Gruyter, Berlin 2015, ISBN 978-3-11-035412-6.
- Das Werk erscheint auch als Online-Version bei De Gruyter und als Lizenzausgabe bei der Wissenschaftlichen Buchgesellschaft, Darmstadt